# Yamar Samb
Yamar Samb (24 settembre 1952) è un ex cestista senegalese.

## Carriera
Con il Senegal ha disputato i Giochi olimpici di Mosca 1980, segnando 19 punti in 6 partite.